# デアボリカ
『デアボリカ』（原題: 伊: Chi sei?、英: Beyond the Door）は、1974年に公開されたイタリアのスピリチュアルホラー映画。出演はジュリエット・ミルズなど。

## キャスト
| 役名               | 俳優                   | 日本語吹替                                                                      |
| 役名               | 俳優                   | テレビ朝日版                                                                    |
| ------------------ | ---------------------- | ------------------------------------------------------------------------------- |
| ディミトリ         | リチャード・ジョンソン | 内海賢二                                                                        |
| ジェシカ・バレット | ジュリエット・ミルズ   | 寺田路恵                                                                        |
| ロバート・バレット | ガブリエル・ラヴィア   | 高山栄                                                                          |
| ジョージ           | ニーノ・セグリーニ     | 牧逸夫                                                                          |
| バーバラ           | エリザベス・ターナー   | 前田敏子                                                                        |
| 悪魔の声           | ロバート・ブース       | 千葉耕市                                                                        |
| 不明 その他        |                        | 木下秀雄 冨永みーな 鈴木一輝 大方斐紗子 木村有里 石森達幸 たてかべ和也 島美弥子 |
|                    |                        |                                                                                 |
| 演出               | 演出                   | 山田悦司                                                                        |
| 翻訳               | 翻訳                   | 山田小枝子                                                                      |
| 効果               |                        |                                                                                 |
| 調整               |                        |                                                                                 |
| 制作               | 制作                   | ニュージャパンフィルム                                                          |
| 解説               | 解説                   | 淀川長治                                                                        |
| 初回放送           | 初回放送               | 1979年7月8日 『日曜洋画劇場』                                                   |

※日本語吹替はHDマスター版DVD・BD収録

## 脚本及びノヴェライズ
監督兼プロデューサーのオヴィディオ・G・アソニティスが、ウィリアム・ピーター・ブラッティの小説『エクソシスト』を読んで企画を立て、脚本家アントニオ・トロイジオとともに原案を作成した。脚本には大人数が関わっている。

### 脚本家一覧
- オリヴァー・ヘルマン

オヴィディオ・G・アソニティスの変名。本作のプロデューサー、監督。
- ロバート・バレット

撮影監督ロベルト・デットレ・ピアッツォーリの変名。本作では撮影及び共同監督も兼任。
- アントニオ・トロイジオ

原案、脚本を担当。脚本家として『メリーゴーランド』『ソドムの市』『笑む窓のある家』などのイタリア映画の脚本に参加している。病のため30歳で夭逝しており、プピ・アヴァティ監督によると『笑む窓のある家』の撮影が開始された1976年には既に故人となっていた。
- ジョルジョ・マリーニ

経歴不詳。
- アルド・クルード

小説家、出版編集者、脚本家。本作のノヴェライズも担当（後述）。作家として怪奇小説叢書「ドラキュラ文庫」（I racconti di Dracula）にホラー小説を執筆しており、同叢書では編集者もつとめた。脚本家としてはイタリア映画『エクソシスト3』『ヒッチハイク』などのシナリオを執筆した。
- アレックス・リーバー

アメリカの脚本家、俳優。脚本家として『ブロンドの鬼/レイプが妻を鬼にした』『断末魔のアンコール/バックステージにはグルーピーの全裸死体が』『犯されたお嬢さま/女子寮を襲う聖夜の殺人鬼』といったアメリカ製B級映画のシナリオを執筆した。俳優としては『溶解人間』などに出演。
- クリストファー・クルーズ

イギリス出身の俳優。ロイヤル・シェイクスピア・カンパニーの俳優を経てイタリアに渡り、声優としてイタリア映画の英語版吹き替えを担当した。
- ソニア・モルテーニ

脚本家。イタリア映画『ラストコンサート』『卒業生』などで脚本を担当している。当時のオヴィディオ・G・アソニティス夫人。

### ノヴェライズ
- ‘‘Nastro nero in casa Barnett’’

脚本に参加したアルド・クルードによるノヴェライズ。1975年にクルードが編集をつとめていたイタリアの怪奇小説叢書「ドラキュラ文庫」（I racconti di Dracula）より刊行された。イタリアの怪奇小説研究者は映画よりもノヴェライズの方が面白いと評価している